# Добре чортенятко
«Добре чортенятко» (англ. A Good Little Devil) — американська драма режисера Едвіна С. Портера 1914 року.

## У ролях
- Мері Пікфорд — Джульєтта
- Ернест Трукс — Чарльз Макленц, добре чортенятко
- Вільям Норріс — місіс Макміч
- Айва Мерлін — Бетсі
- Вільда Беннетт — королева Меб
- Едвард Коннеллі — Олд Нік, старший
- Етьєн Жирардо — Олд Нік, молодший